# لیاخاویچی
لیاخاویچی (به لاتین: Lyakhavichy) یک منطقهٔ مسکونی در بلاروس است که در منطقه بریست واقع شده‌است. لیاخاویچی ۱۰٬۹۹۷ نفر جمعیت دارد و ۱۸۰ متر بالاتر از سطح دریا واقع شده‌است.